# Arlonkapseln
Arlonkapseln är en runristad silverkapsel avsedd att innehålla fylakterier. Den återfanns i en kvinnograv under utgrävningen av Sankt Martinskapllet i Arlon i Belgien 1938.  Graven dateras till MA3 dvs 560/570-590/600 e Kr.
Translitterering:
godun : (?)ulo : þes : rasuwamud(?)woþroþ(...) 
Översättning till nusvenska:
Gud ... skydda ...
De sista runorna kan betyda patronymikon Woroþalan, d.v.s. Woros arvinge.